# Tomaševac
Tomaševac (serbisch-kyrillisch Томашевац, ungarisch Tamáslaka) ist ein Ort im serbischen Banat und gehört zum Verwaltungsgebiet der Stadt Zrenjanin.

## Demografie
In Tomaševac leben nach einer Volkszählung aus dem Jahr 2002 insgesamt 1391 volljährige Personen in 647 Haushalten. Das Durchschnittsalter der Einwohner liegt bei 41 Jahren (39,5 bei der männlichen und 42,5 bei der weiblichen Bevölkerung). Das Dorf hat eine serbische Mehrheit und verzeichnet eine kontinuierlich sinkende Einwohnerzahl.
| Bevölkerungsentwicklung |           |
| Jahr                    | Einwohner |
| 1948                    | 2518      |
| 1953                    | 2528      |
| 1961                    | 2532      |
| 1971                    | 2354      |
| 1981                    | 2149      |
| 1991                    | 1891      |
| 2002                    | 1765      |